# Barro Colorado
Barro Colorado es una isla localizada en el lago Gatún del canal de Panamá. Es un sitio protegido dedicado al estudio de los bosques tropicales y, junto a cinco penínsulas adyacentes, forman el Monumento Natural de Barro Colorado (MNBC), con 54 km² de área. Establecido el 17 de abril de 1923 el MNBC ha sido administrado por el Instituto Smithsoniano desde 1946. El Instituto de Investigaciones Tropicales del Smithsonian tiene un centro de investigación permanente, dedicado a estudiar los ecosistemas del bosque lluvioso. Se le considera un buen ejemplo de un ambiente natural con pocos cambios. La mayoría de la fauna ha desaparecido desde la formación del lago, pues la población de la isla fue insuficiente para ser viable.
La isla fue formada cuando las aguas del río Chagres fueron represadas para formar el lago Gatún, necesario para el funcionamiento del canal. Cuando se levantó el nivel de aguas cubrieron una parte significativa del bosque existente, y las cimas de las montañas se convirtieron en islas en el medio del lago.
Anualmente cerca de 200 científicos de todo el mundo realizan investigaciones en Barro Colorado.

## Legislación
Mediante Ley 21 de 1997, se establecen categorías de ordenamiento territorial en la antigua Zona del Canal. Se identificaron categorías, específicamente áreas silvestres protegidas y subcategorías como monumentos naturales. El ordenamiento territorial en esta Ley menciona que uno de los propósitos de las áreas silvestres protegidas es suplir las necesidades de regulación del ciclo hidrológico, la conservación de la biodiversidad regional, proveer áreas verdes cercana a la población y la protección de ecosistemas. El uso de suelo correspondiente a estas áreas silvestres protegidas incluye: Parques nacionales, Reservas Científicas, Bosques de Protección y Paisajes protegidos.
La Ley define los monumentos naturales como las regiones, los objetos o las especies vivas de animales o plantas de interés estético o valor histórico o científico a los cuales se les da protección absoluta. Continúa la Ley indicando que los monumentos naturales se crean con el fin de conservar un objeto específico o una especie determinada de flora o fauna declarando una región, un objeto o una especie aislada monumento natural inviolable excepto para realizar investigaciones científicas debidamente autorizadas o inspecciones gubernamentales. (Convención para la Protección de la Flora de la Fauna y de las Bellezas Escénicas Naturales de los Países de América. Ratificado por Panamá mediante Decreto de Gabinete Nª 10 del 27 de enero de 1972).
La Ley inclusive menciona que se continua la protección de áreas protegidas ya existentes en la región interoceánica, incluye el Monumento Natural de Barro Colorado.